# ویدرفلد استاک
ویدرفلد استاک (به لاتین: Widderfeld Stock) یک کوه در سوئیس است که در کانتون ابوالدن واقع شده‌است. ویدرفلد استاک ۲٬۳۵۱ متر بالاتر از سطح دریا واقع شده‌است.